# Lajevec
Lajevec je priimek več znanih Slovencev:

## Znani nosilci priimka
- Domen Lajevec (*1981), hokejist
- Stane Lajevec, prevajalec
- Stanko Lajevec (1913 - 1999), zdravnik - higinenik dela
- Tomaž (Tom) Lajevec (1940 - 2023), športni novinar in komentator
- Uroš Lajevec (*1952), klarinetist